# 25 جمادى الآخرة
- السبت
- الأحد
- الاثنين
- الثلاثاء
- الأربعاء
- الخميس
- الجمعة

- 2830 نوفمبر 2024
- 291 ديسمبر 2024
- 12 ديسمبر 2024
- 23 ديسمبر 2024
- 34 ديسمبر 2024
- 45 ديسمبر 2024
- 56 ديسمبر 2024
- 67 ديسمبر 2024
- 78 ديسمبر 2024
- 89 ديسمبر 2024
- 910 ديسمبر 2024
- 1011 ديسمبر 2024
- 1112 ديسمبر 2024
- 1213 ديسمبر 2024
- 1314 ديسمبر 2024
- 1415 ديسمبر 2024
- 1516 ديسمبر 2024
- 1617 ديسمبر 2024
- 1718 ديسمبر 2024
- 1819 ديسمبر 2024
- 1920 ديسمبر 2024
- 2021 ديسمبر 2024
- 2122 ديسمبر 2024
- 2223 ديسمبر 2024
- 2324 ديسمبر 2024
- 2425 ديسمبر 2024
- 2526 ديسمبر 2024
- 2627 ديسمبر 2024
- 2728 ديسمبر 2024
- 2829 ديسمبر 2024
- 2930 ديسمبر 2024
- 3031 ديسمبر 2024
- 11 يناير 2025
- 22 يناير 2025
- 33 يناير 2025

25 جُمادى الآخرة أو 25 جُمادی‌ الثانية أو يوم 25 \ 6 (اليوم الخامس والعُشرون من الشهر السادس) هو اليوم الثالث والسبعون بعد المائة (173) من أيَّام السنة (أو الرابع والسبعون بعد المائة لو كان شهر ربيع الآخر مُتممًا لليوم الثلاثين أو الخامس والسبعون بعد المائة لو أتم كلاً من صفر وربيع الآخر ثلاثين يوماً) وفق التقويم الهجري القمري (العربي). يبقى بعده 181 أو 182 يومًا لانتهاء السنة.

## أحداث
- 587 هـ - استرداد الموحدين بقيادة أبو يوسف يعقوب بن يوسف المنصور مدينة شلب الأندلسية من أيدي البرتغاليين.
- 919 هـ - احتلال البرتغال لأزمور، بعد أن نزل الأسطول بمرسى مازغان.
- 1334 هـ - نشوب معركة الكوت التي حاصر العثمانيون خلالها الإنجليز في «الكوت» ستة أشهر اضطر بعدها الإنجليز للاستسلام، ووقع في الأسر 13,309 أسيرًا إنجليزيًا بين ضابط وجندي.
- 1344 هـ - الحجازيون في مكة يبايعون عبد العزيز آل سعود ملكاً على الحجاز ونجد وملحقاتهما.
- 1369 هـ - توقيع «اتفاقية الدفاع المشترك والتعاون الاقتصادي» بين الدول المنضمة في جامعة الدول العربية.
- 1411 هـ - الكونغرس الأمريكي يفوض بأغلبية ساحقة الرئيس جورج بوش باستخدام القوة ضد العراق لإرغامه على الانسحاب من الكويت بعد فشل كافة الجهود الدبلوماسية باقناع الرئيس العراقي صدام حسين بالخروج سلميًا من الكويت.
- 1429 هـ - مجلس الوزراء الإسرائيلي يصوت بأغلبيه على عملية تبادل أسرى مع حزب الله تقضي بإطلاق سراح 5 أسرى لبنانيين من بينهم سمير القنطار مقابل تسلم جثتي الجنديين الإسرائيليين الذي اختطفهم حزب الله قبل نحو سنتين.
- 1432 هـ - إعادة فتح معبر رفح الحدودي بين قطاع غزة ومصر بعد إغلاق دام قرابة أربع سنوات وذلك بعد قرار الحكومة المصرية فتح المعبر أمام النساء والأطفال والرجال فوق سن الأربعين، على أن يحصل الرجال ما بين سن الثامنة عشرة والأربعين الراغبين بالعبور على تصريح خاص لاجتياز المعبر.
- 1436 هـ - مجلس الأمن الدولي يعترف بشرعيَّة عمليَّة عاصفة الحزم عبر إقرار مشروع القرار العربي بشأن اليمن، الذي ينص على فرض عُقوبات على الحوثيين ومُطالبتهم بالانسحاب من المناطق التي سيطروا عليها.
- 1441 هـ - مقتل 10 أشخاص وإصابة 5 آخرين بجروح إثر هجوم مسلّح قام به ألماني يميني مُتطرِّف استهدف مقهيين في مدينة هاناو في ولاية هسن الألمانية، قبل أن تعثر عليه الشُرطة ميتًا في منزله.

## مواليد
- 1296 هـ - مصطفى النحاس، زعيم مصري ورئيس وزراء البلاد.
- 1363 هـ - أحمد يحيى، مخرج مصري.
- 1365 هـ - عزيزة راشد، ممثلة مصرية.
- 1373 هـ - عائشة الكيلاني، ممثلة مصرية.
- 1377 هـ - دلال عبد العزيز، ممثلة مصرية.
- 1392 هـ - لقاء سويدان، ممثلة مصرية.

## وفيات
- 64 هـ - معاوية بن يزيد، ثالث الخلفاء الأمويين.
- 207 هـ - طاهر بن الحسين، أكثر قادة الخليفة المأمون نفوذًا.
- 674 هـ - أبو زكريا الحفصي، مؤسس الدولة الحفصية.
- 1396 هـ - صالح جودت، شاعر مصري.
- 1431 هـ - وهبي البوري، سياسي وأديب ومؤرخ ليبي.

## وصلات خارجية
- موقع قصة الإسلام: حدث في شهر جُمادى الآخرة.